# Smaragdbergwerk Habachtal
Koordinaten: 47° 12′ 10,4″ N, 12° 22′ 9,7″ O
Das Smaragdbergwerk Habachtal ist eine Fundstätte von Smaragd im Habachtal der Hohen Tauern, im Pinzgau, Land Salzburg.
Der kleine Abbau in einem Hochtal ist die bedeutendste Smaragdfundstelle Europas. Er gilt heute als nicht mehr rentabel, wird von einer heimischen Strahlerfamilie betrieben, und primär touristisch genutzt.

## Lage des Vorkommens

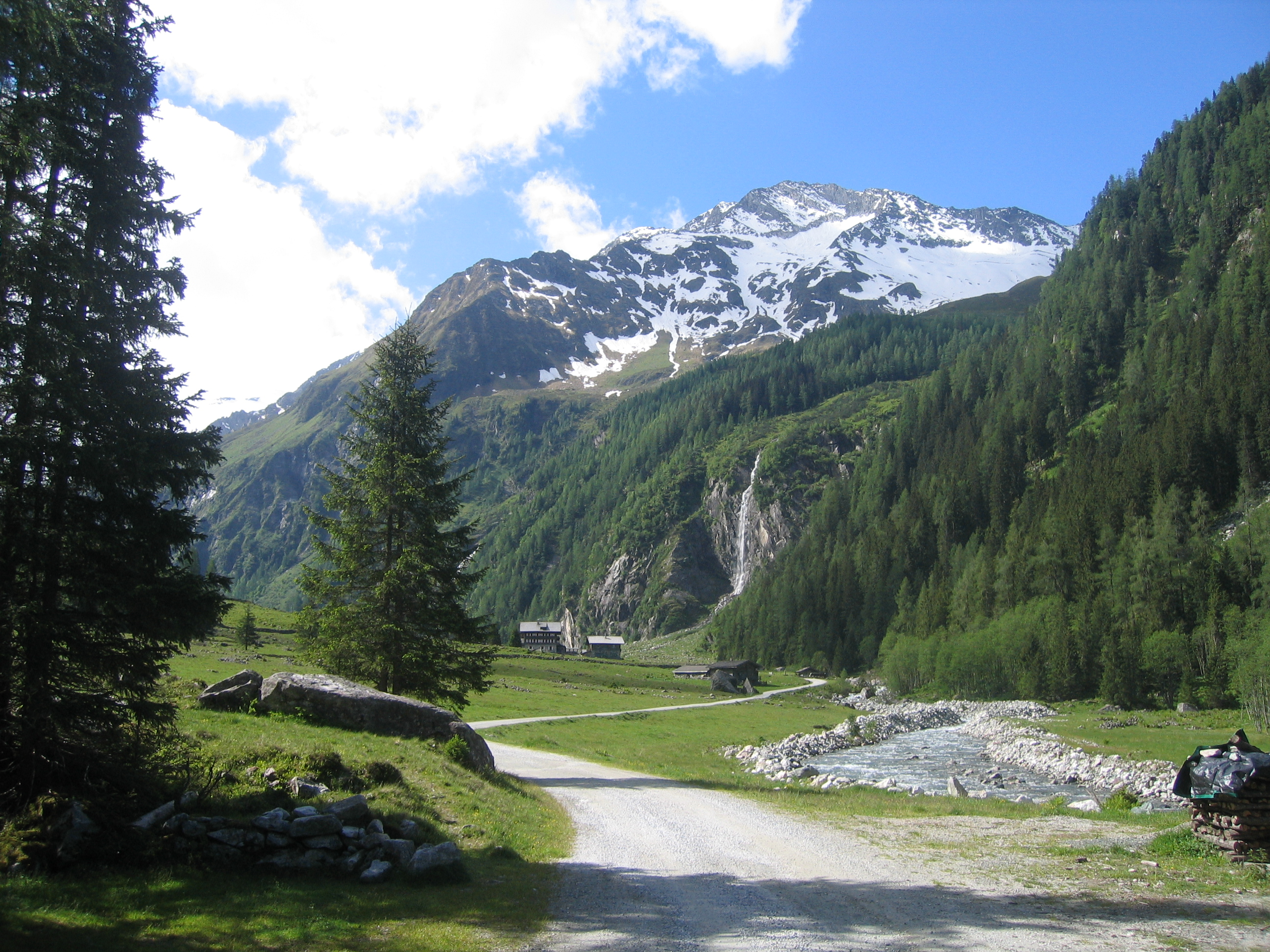
Blick in Richtung Berggasthof Alpenrose

Der Fundort liegt im mittleren Habachtal in einem rechten Seitental, unterhalb des Graukogel (2824 m ü. A.)
In steilen Serpentinen steigt man vom Gasthof Alpenrose (bei der Madlalm) über die einstige Sedl-Alm (Söllalm) zur Leckbachrinne auf. Die Leckbach-Rinne (auch Legbach oder Gleckbach, oder Söllgraben) ist ein von Osten von der Leckbach-Scharte (2376 m ü. A.) steil ins Habachtal abfallender Graben (hinter der Scharte geht es ins Scharrnbachtal, dem größten Seitental des Hollersbachtals).
Auf etwa 2200 Metern Seehöhe befindet sich der Stolleneingang. Das obere Gelände ist stark steinschlaggefährdet, und es ist hohe Aufmerksamkeit gefordert.

Etwa 500 Meter ab von Stollen, talauswärts unterhalb rechter Hand, liegt das Berghaus, eine im späteren 19. Jahrhundert für den Bergbau errichtete Unterkunftshütte (2070 m ü. A. ⊙).

## Das Smaragdvorkommen

### Der Habachtal-Smaragd

Smaragde aus dem Habachtal

Im Habachtal befindet sich das einzige relevante Smaragdvorkommen Europas – kleinere Vorkommen sind auch aus Norwegen, Italien und der Schweiz bekannt.
Der Habachtaler zeichnet sich durch die sehr ausgeprägte Grünfärbung aus. Das mag einerseits vom relativ hohen Chromgehalt, andererseits von der dunklen Färbung des Trägergesteines herrühren. Wie alle Smaragde kristallisiert er in sechseckigen Prismen, seine Spaltbarkeit ist schlecht und erfolgt entlang der (0001)-Fläche senkrecht zur Längsachse. Der Habachtal-Smaragd ist aber der wohl flächenärmste Smaragd der Welt. Die Prismenflächen sind immer gut ausgebildet, doch zeigen sich häufig Einbuchtungen. Oftmals ist ein verstärktes Wachstum zweier Prismenflächen zu beobachten, sodass eine tafelartige Ausbildung des Kristalles erfolgt.
Im Habachtal wurden und werden selten lupenreine Kristalle gefunden. Meist haben sie irgendeinen Einschluss und sind dadurch kaum bis gar nicht schleifbar. So ist es nicht verwunderlich, dass einige Funde besonders reiner Smaragde auch in der lokalen Geschichte verewigt wurden. Josef Lahnsteiners Buch Oberpinzgau erwähnt beispielsweise, dass 1732, als die Senningerbäuerin verstarb, zwei Goldringe mit Smaragden zum Nachlass gehörten. Diese kamen mit größter Wahrscheinlichkeit aus dem Habachtal.
Habachtal-Smaragde können heute noch besichtigt werden: Große Tafelsteine sind in den Kaiserlichen Kroninsignien in Wien enthalten. Die Dommonstranz zu Salzburg aus dem Jahr 1697 enthält unter anderem 24 Habachtal-Smaragde. Das Stift Mattsee besitzt einen Kristall von ansehnlicher Größe (11 × 9 cm) und ein Brustkreuz mit 5 Smaragden.
Habachtal-Smaragde befinden sich aber auch in den Sammlungen lokaler Museen in Bramberg und den angrenzenden Gemeinden (Neukirchen, Hollersbach oder Mittersill).

### Geologische Voraussetzungen
Das Vorkommen befindet sich in der Leckbachrinne im Kontaktbereich von Faser- und Bändergneisen sowie dem Serpentin-Talkschiefer. Am oberen Ende der Leckbachrinne, dort wo das Gebirge über die Schwarze Wand fast senkrecht in das benachbarte Hollersbachtal abbricht, findet man zwischen Chlorit- und Kalkglimmerschiefer Einlagerungen von Serpentin, der hier zu Talk zersetzt ist. Vom etwas tiefer liegenden Serpentin unterscheidet er sich durch seine dunklere Farbe und seinen Mineralienreichtum, so enthält er z. B. Granate verschiedenster Art, Diopsid, Aktinolith oder Klinochlor. Dieser Serpentin beißt dann nochmals tiefer im Leckbachgraben knapp oberhalb des Klammls aus. Hier treten geringe Mengen von Glanzschiefer, durchsetzt von einzelnen Erzlinsen auf. Auch findet man hier Chalkopyrit (Kupferkies), Pyrit und silberhaltigen Galenit (Bleiglanz).
Der Smaragd ist mit der Härte 7,5–8 ein Edelstein. Er ist eine Farbvarietät des Silikat-Minerals Beryll. Die geologische Voraussetzung ist das Vorhandensein von Pegmatit, einem magmatischen Gestein sowie Granite, Gneise und Schiefer. Im Habachtal befindet sich im Trägergestein das Element Beryllium, weshalb es hier überhaupt zur kristallinen Ausbildung von Smaragden kommen kann. Die Grünfärbung erhält der Edelstein vom vorhandenen Element Chrom, welches hier hauptsächlich im Serpentin zu finden ist.

### Geologiehistorische Forschung
Ungeachtet des materiellen Werts haben die Habacher Smaragde in jüngsten Jahren eine Bedeutung in der Erforschung der Handelsrouten seit der Antike bekommen. Dabei wird der lagerstättenspezifische „Fingerabdruck“ von Steinen ermessen, in diesem Falle die 18O-Zusammensetzung. Die Habacher haben einen δ18O-Wert von 7,50 (± 0,5) ‰, der für den Europäisch-Mediterranen Raum einmalig ist.

## Geschichte des Mineralabbaues

### Vermutungen zur frühen Geschichte
Bereits in der Bronzezeit sollen die Menschen hier nach dem „grünen Gold“ geschürft haben. Das Smaragdvorkommen im Habachtal soll Überlieferungen zufolge auch den Römern bereits wieder bekannt gewesen sein. Der Legende nach besaß Kaiser Nero einen, zu einem Monokel geschliffenen habachtaler Smaragd, um so besser, vor allem aber grün zu sehen. Inwieweit die Römer aber wirklich gezielten Abbau betrieben, ist nicht bekannt. Zwar ist der vorrömische Bergbau auch in hochalpinen Lagen im gesamten Alpenraum und auch speziell im Oberpinzgau bestens belegt, direkt im Habachtal stehen aber archäologische Befunde aus.
Auch zu hochmittelalterlichem Abbau sind keine gesicherten Quellen vorhanden.

Neben bergmännischem Abbau kommen für allfällige frühe Nachweise natürlich auch Zufalls- und Waschfunde an Habach und Salzach in Frage.

### 17. bis 20. Jahrhundert
Im 17. Jahrhundert wurde gesichert gezielt der Abbau von Smaragden begonnen. Die Ergiebigkeit des Vorkommens ist sehr gering. Wirtschaftliche Ausbeutung wurde zwar versucht, brachte aber selten Erfolg. Insbesondere die hochalpine Lage und damit auch die schwere Zugänglichkeit machten die meisten Versuche zunichte und führten oftmals zum Konkurs und Ruin der Betreiber.
Aus dem Jahre 1669 ist – als erster Beleg – bekannt, dass die Florentinerin Anna von Medici den dänischen Naturforscher Nils Stensen, der damals in Florenz als Professor tätig war, beauftragte, sich ein Bild über die Ergiebigkeit der Lagerstätte zu verschaffen. Die ersten Beschreibungen des Smaragdvorkommens im „Heubachtal“ stammen auch aus 1797,
und dann der Mitte des 19. Jahrhunderts.
Um 1860 erwarb ein Wiener Juwelier namens Samuel Goldschmidt das Vorkommen, baute die auch heute noch bestehende Unterkunftshütte (das Berghaus) und begann den systematischen Vortrieb von drei Stollen. Aus dieser Zeit stammt wohl der bisher wertvollste je gefundene Habachtalsmaragd, mit 42 Karat, welcher sich bei den britischen Kronjuwelen befindet und im Londoner Tower aufbewahrt wird.

Später kam ein vierter Stollen hinzu. Von 1903, als die Esmerald Mines Ltd., London, schürfte, ist eine Ausbeute von „32.000 Karat unklare Smaragde und 7000 Karat bessere“ überliefert.
Seit 1939 war kein geregelter Smaragdbergbau mehr betrieben worden.

### Heutiger Bergbau- und Tourismusbetrieb
Im Jahr 2004 haben Alois und Andreas Steiner aus Bramberg die Rechte am Smaragdabbau (aus dem Stollen) gepachtet. Sie sind passionierte Mineraliensammler (ortsüblich „Strahler“ genannt) und sind so in der Lage, eine gewisse Nachfrage nach smaragdhältigen Mineralienstufen durch Sammler zu befriedigen.
Seit einigen Jahrzehnten lockt das Habachtal viele Hobby-Mineraliensammler. Auch touristisch wird dieses Edelsteinvorkommen stark beworben. So nennt sich das Dorf Bramberg, in dessen Gemeindegebiet sich das Habachtal befindet, auch „Smaragd-Dorf Bramberg“. Am Taleingang wurde ein neues Hotel errichtet, welches für so manchen Mineraliensammler als Basis dient.
Auch wenn ein Gesteinsabbau über Stollen nicht möglich ist, sind viele kleinere Smaragde im Schotterbereich des Leckbaches zu finden. Sie werden durch Auswaschen – ähnlich dem Goldwaschen – gefunden. Mit Geduld und Glück sind Smaragdfunde heute durchaus noch möglich. Auf Grund der Seltenheit erlangen solche Fundstücke recht beachtliche Sammlerwerte.
Die modernen Schatzsucher findet man in diesem sehr schönen und naturbelassenen Tal das ganze Jahr über, außer in den Wintermonaten, in welchen höchste Lawinengefahr herrscht und der Schnee einen Zugang zu den Fundstellen ohnehin unmöglich macht.

## Nachweise
- H. Pech: Smaragde – Gauner und Phantasten. Umschau-Verlag u. a., Frankfurt am Main u. a. 1976, OCLC 2875001.
- Grammaccioli: Die Mineralien der Alpen. Franckh, Stuttgart 1978, ISBN 3-440-04434-3.
- Smaragd. In: mineralienatlas.de

1. ↑  siehe Literaturangaben
2. ↑  G. Giuliagni u. a.: Oxygen Isotopes and Emerald Trade Routes Since Antiquity. In: Science. vol. 287, 2000, S. 631–633. Angabe nach Grundmann/Koller, Mitt. Österr. Miner. Ges. 2003, Einleitung
3. ↑  so wird etwa der 51,5-Karäter der Heiligen Krone von Frankreich des Hl. Königs Louis IX. (1226–1270) als möglicher Habachtaler gesehen. Lit. Grundmann/Koller, Mitt.Österr.Miner.Ges. 2003, S. 320 (pdf S. 4).
4. ↑  K. M. Schroll: Grundriß einer Salzburgischen Mineralogie, oder kurzgefaßte systematische Anzeige der bis itzt bekannten Mineralien des Fürstenthums und Erzstifts Salzburg. In: K.E. Freih. von Moll (Hrsg.): Jb. Berg- u. Hüttenk. 1, 1797, S. 95–196.
5. ↑  Das sind insbesondere:

J. Frischholz: Über den Salzburger Smaragd. In: N. Jb. Berg und Hüttenk., hrsg. v. K. E. Freih. von Moll, 4, Nürnberg 1821, S. 382–385.

Brief von Herrn Karl F. Peters an Herrn G. Rose. Wien, den 10. Mai 1862. In Z. Dt. Geol. Ges. 14, H. 2, Berlin 1862, S. 248–250.

M. V. Lipold: Bericht über das Vorkommen von Smaragden im Habachthaie des Ober-Pinzgaues im Salzburgischen. Sitzber. vom 15. Dezember 1863, in: Verh. K. K. geol. Reichsanst., Jb. K. K. geol. Reichsanst. Wien, 13, H. 4, Wien 1863, S. 147–148.

Angabe nach Lit. Grundmann/Morteani, Arch.f.Lagerst.forsch.Geol.B.-A. 1982, 1.4 Bisherige Bearbeitungen des Smaragdvorkommens, S. 75 Sp. 1 (pdf S. 5)
6. ↑  Lit. Lahnsteiner: Oberpinzgau, 1965 (online)
7. ↑  Lit. Grundmann/Morteani, 1982, 1.5 Geschichte des Smaragd Bergbaues, S. 75 Sp. 2 (pdf S. 5);
detailliertere Angaben in Lit. Lahnsteiner: Oberpinzgau, 1965 (online)